# خیابان برادران مظفر
خیابان برادران مظفر با شماره‌گذاری معابر خیابان ۱۸۰۵ تهران یکی از خیابان‌های سنگفرش در مرکز شهر تهران است.
```
این خیابان موازی 
خیابان فلسطین
 است و با 
خیابان طالقانی
 و 
خیابان انقلاب
 تقاطع دارد.
```

این خیابان به نام سه برادر است که در عملیات مرصاد کشته شدند و در گذشته صبا نام داشته و پس از انقلاب ۱۳۵۷ به برادران مظفر تغییر نام یافت. 